# Saint-Rambert-d'Albon
Saint-Rambert-d'Albon is een gemeente in het Franse departement Drôme (regio Auvergne-Rhône-Alpes). De plaats maakt deel uit van het arrondissement Valence. Saint-Rambert-d'Albon telde op 1 januari 2022 6.947 inwoners.

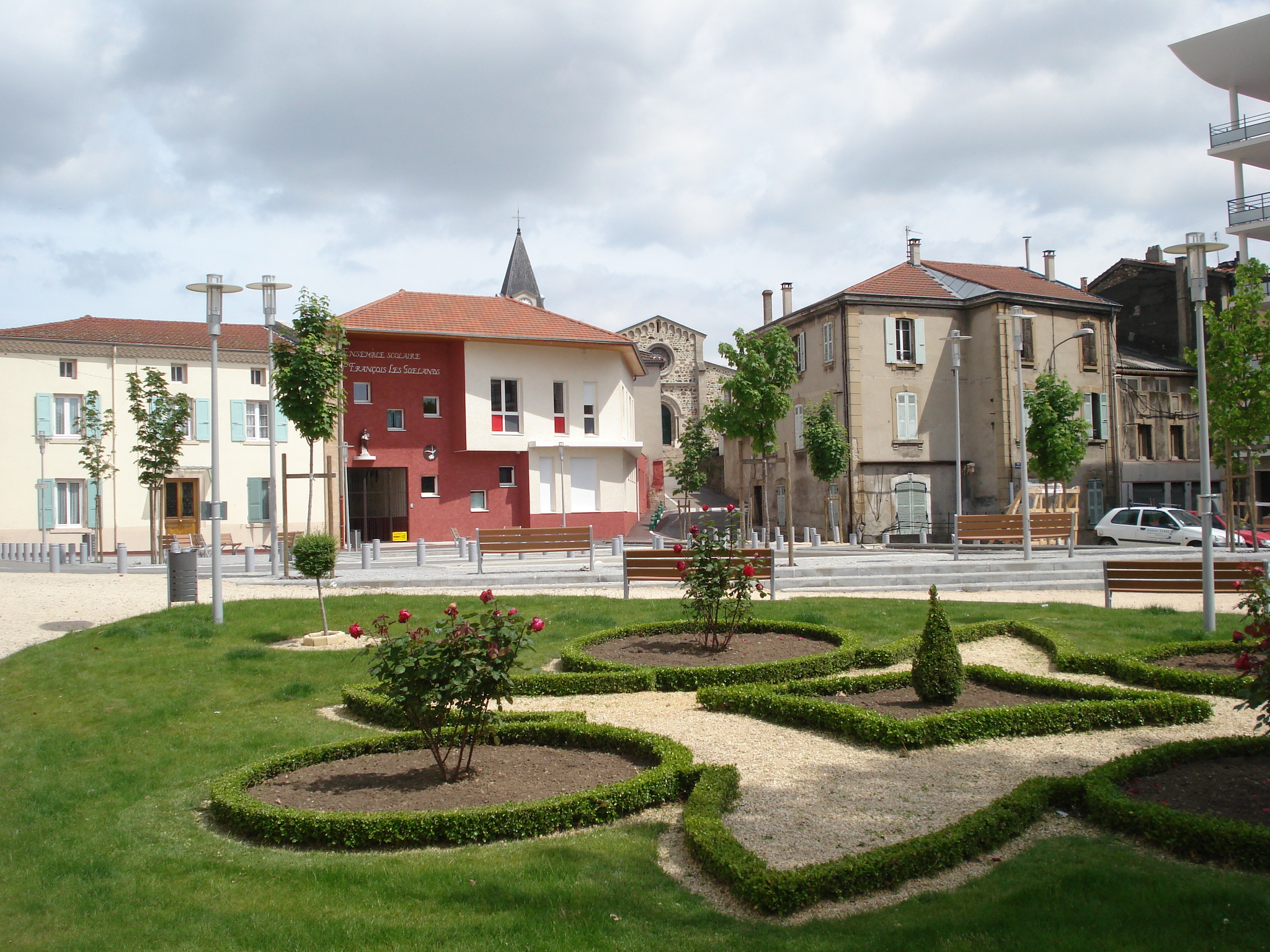
Saint-Rambert-d'Albon
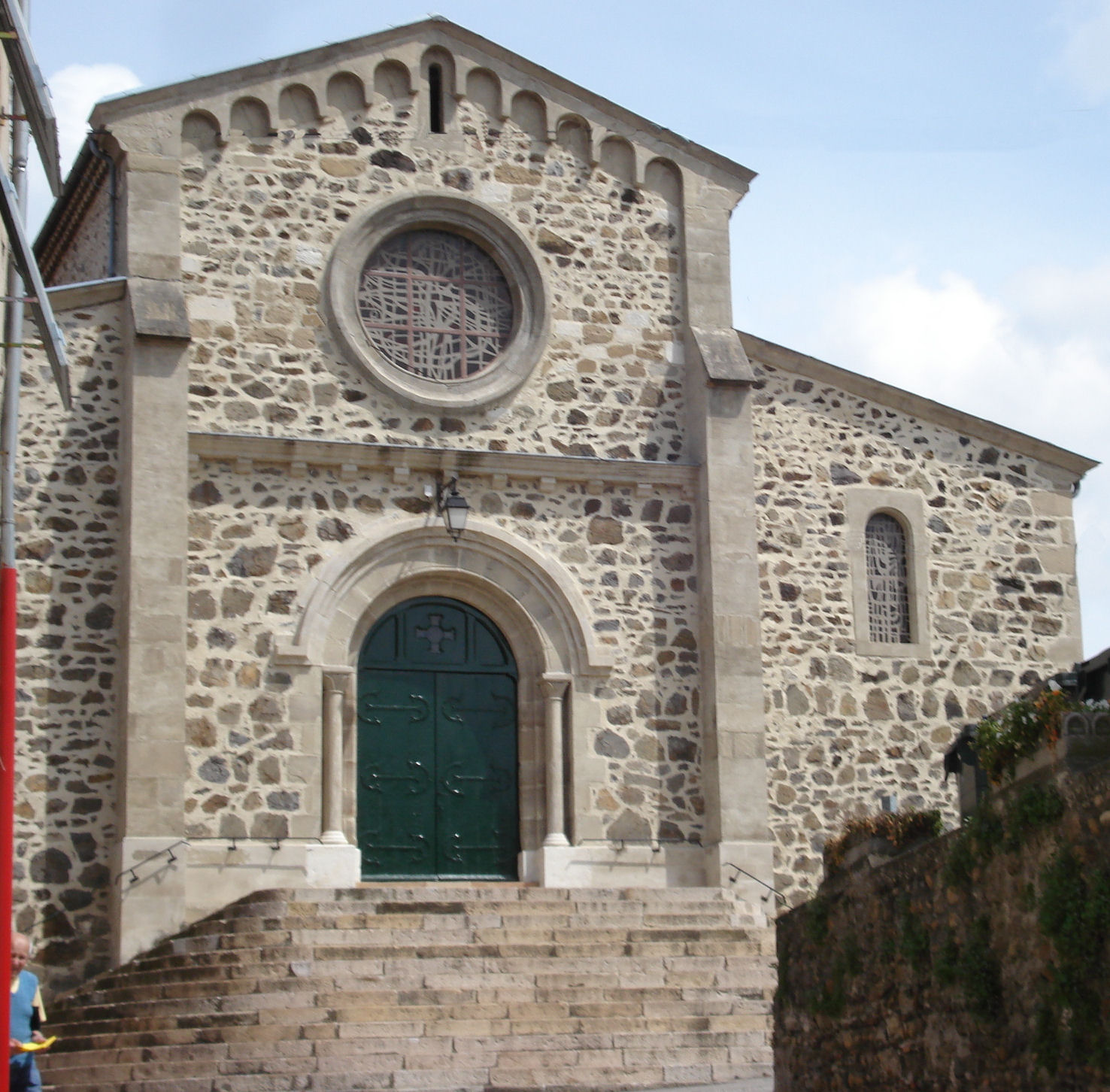
Kerk van Saint-Rambert-d'Albon

## Geografie
De oppervlakte van Saint-Rambert-d'Albon bedraagt 13,41 vierkante kilometer; de bevolkingsdichtheid is 504 inwoners per km² (per 1 januari 2019).

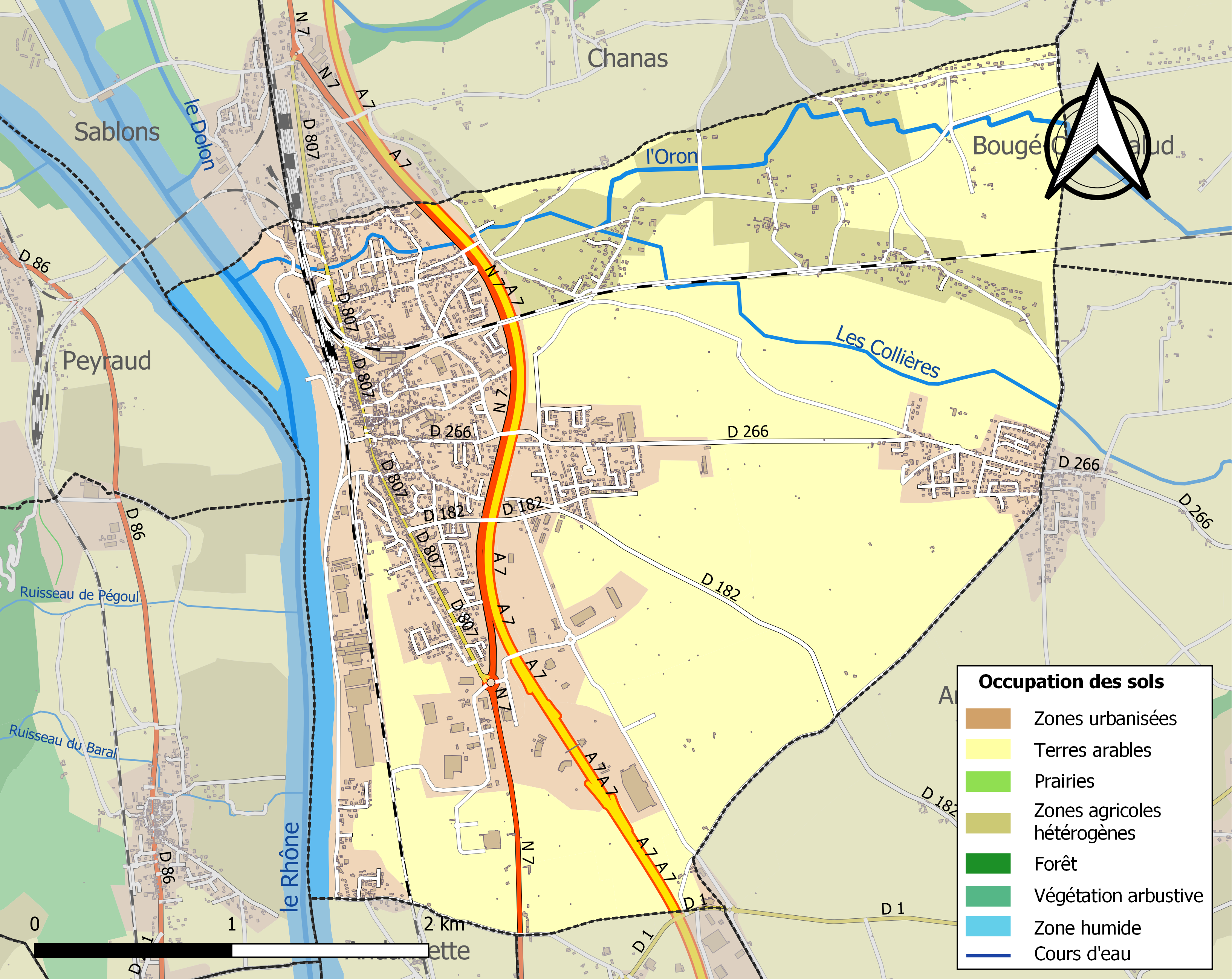
Kaart van de gemeente met belangrijkste infrastructuur, bodemgebruik en omliggende gemeenten

## Verkeer en vervoer
In de gemeente ligt spoorwegstation Saint-Rambert-d'Albon.

## Demografie
Onderstaande figuur toont het verloop van het inwonertal (bron: INSEE-tellingen).